# Pomnik Adama Mickiewicza w Poznaniu

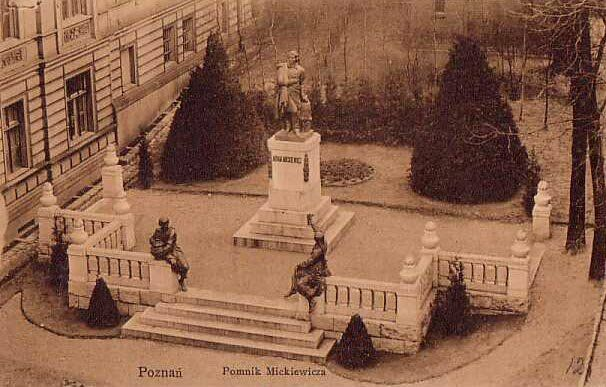
Pomnik Adama Mickiewicza po przebudowie w 1904 roku

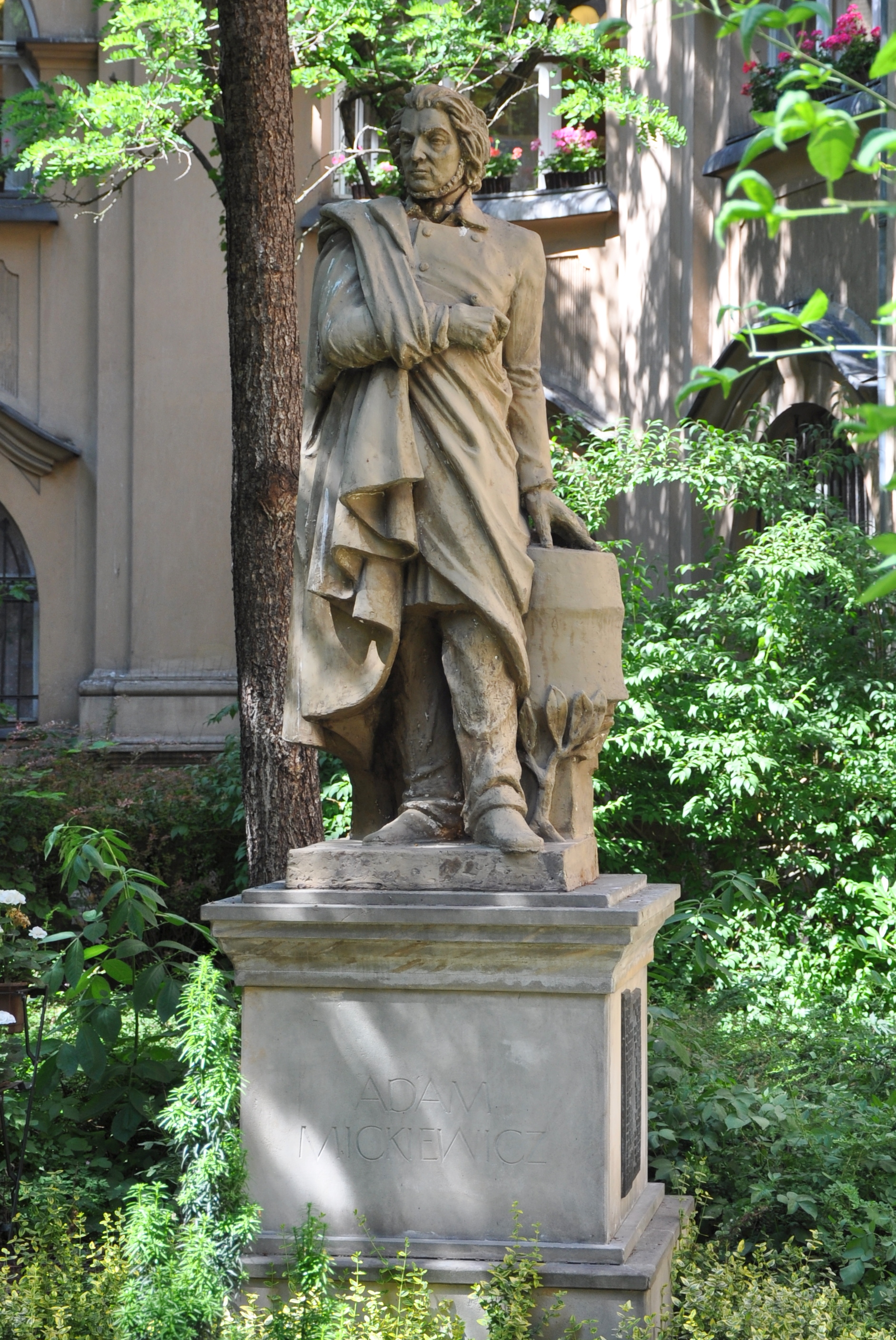
Pomnik Adama Mickiewicza na dziedzińcu gmachu PTPN

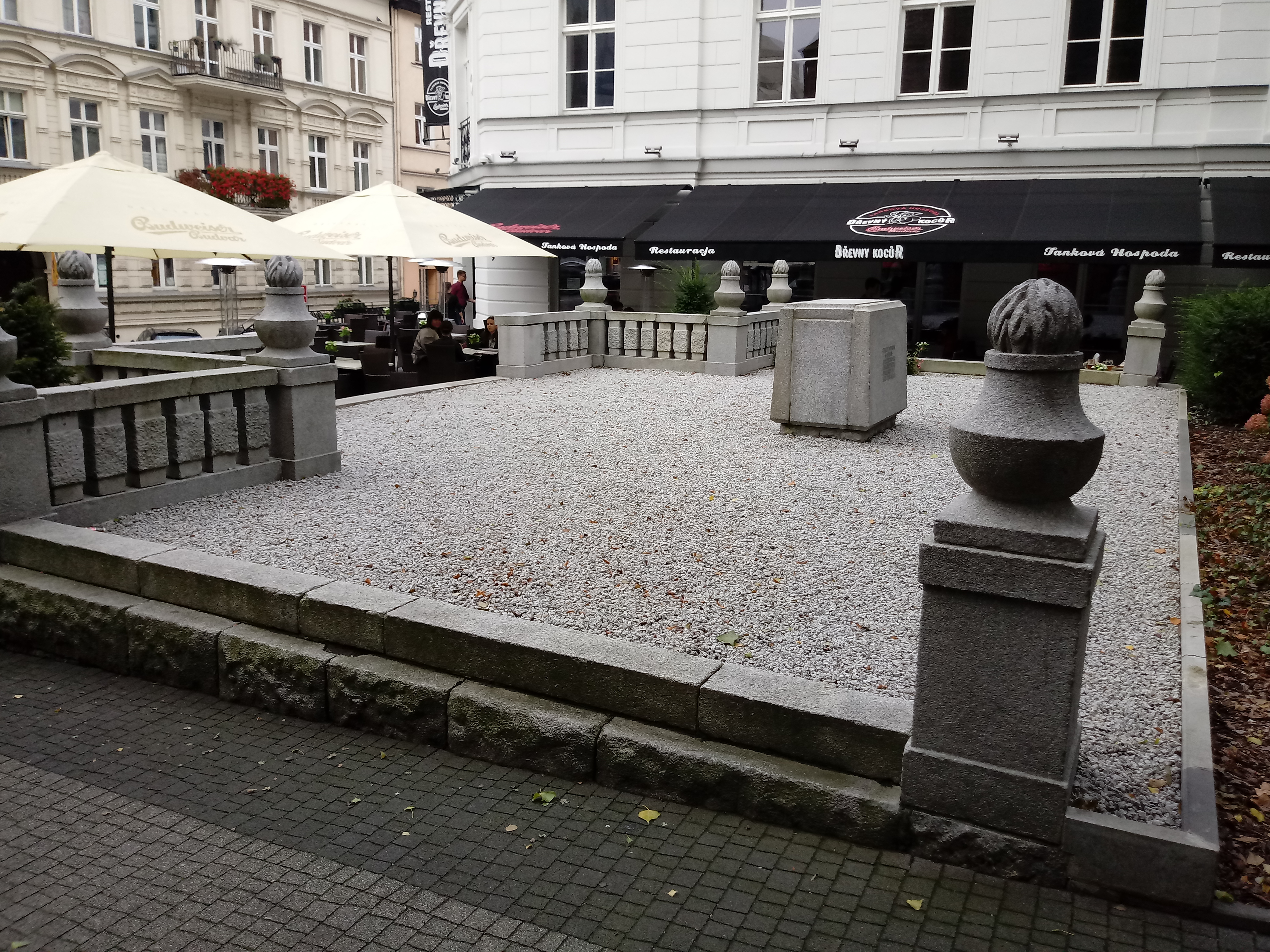
Obecny wygląd miejsca, na którym stał pierwszy pomnik Adama Mickiewicza

Adam Mickiewicz był w Wielkopolsce bardzo popularny. W 1828 roku ukazało się pierwsze wydanie poznańskie całej jego dotychczasowej twórczości, a w 1832 roku drugie. Tutaj mieszkał jego brat Franciszek, który osiadł na stałe jako rezydent u Jana Grabowskiego w Łukowie pod Obornikami. W sierpniu 1831 Mickiewicz starał się przedostać do powstania listopadowego. Po nieudanej próbie przebywał w Wielkopolsce do lutego 1832 roku. Od tego czasu utrzymywał stałą korespondencję z Janem Grabowskim, Konstancją Łubieńską, Celiną Działyńską oraz Klaudyną Potocką.

## Pierwszy pomnik
Adam Mickiewicz zmarł 26 listopada 1855 roku w Konstantynopolu. Wiadomość o jego śmierci bardzo szybko dotarła do Wielkopolski. W krótkim czasie zawiązał się w Poznaniu komitet do uczczenia pamięci poety. Na czele komitetu stanął lekarz, uczony i społecznik Teofil Matecki. Komitet zorganizował 15 stycznia 1856 manifestacją żałobną. Jednocześnie rozpoczęto zbiórkę pieniędzy na budowę pomnika. O wykonanie pomnika komitet zwrócił się do przebywającego w Paryżu znanego rzeźbiarza Władysława Oleszczyńskiego. Oleszczyński miał już wtedy na swoim koncie wiele dużych realizacji. Za Oleszczyńskim przemawiało również to, że znał osobiście Mickiewicza i był jego gorącym wielbicielem. Już w marcu 1856 roku był gotowy pierwszy model pomnika, odlany w gipsie. Przesłany do Poznania spotkał się z przychylnym przyjęciem. Po uzyskaniu aprobaty, Oleszczyński przystąpił do wykonania drugiego modelu w glinie. Cały proces twórczy jest udokumentowany zapiskami Oleszczyńskiego. Wynika z nich duże zaangażowanie artysty. Najwięcej sporów toczyło się przy ustaleniu materiału, z którego miał być wykonany pomnik. Ostatecznie komitet zgodził się na „conflant” (kamień podobny do marmuru). Oleszczyński mógł przystąpić do odkuwania pomnika. 7 czerwca 1857 roku Oleszczyński doniósł komitetowi, że pomnik został ukończony. 9 sierpnia dokładnie opakowany pomnik dotarł koleją do Poznania.
W czasie gdy Oleszczyński kończył swoje dzieło, w Poznaniu trwała batalia o uzyskanie zgody u władz pruskich na lokalizację pomnika. Poznań był wtedy twierdzą, otoczoną ciasnym pierścieniem murów i fortyfikacji. Otwartych placów było bardzo mało. Ostatecznie wystąpiono o zgodę na ustawienie pomnika w ogrodzie przy kościele św. Marcina. Nawet tak skromna lokalizacja spotkała się z odmową władz prowincjonalnych. Komitet odwołał się do władz w Berlinie, jednocześnie organizując wystąpienie w sejmie. 13 kwietnia 1858 roku w sejmie pruskim wystąpił jeden z nielicznych deputowanych polskich Władysław Bentkowski. Wystąpienie wywarło bardzo dobre wrażenie na deputowanych. Bentkowskiego poparł jeden z czołowych parlamentarzystów niemieckich, deputowany partii katolickiej, jednocześnie historyk sztuki August Reichensperger. O wystąpieniu polskiego deputowanego, w przychylnym tonie, pisała prasa niemiecka. Mimo to sprawa nie ruszyła z miejsca. Komitet słał do władz centralnych kolejne interwencje. Dopiero regent książę Wilhelm, sprawujący władzę w zastępstwie chorego króla Fryderyka Wilhelma IV wyraził zgodę. 30 grudnia 1858 roku Teofil Matecki otrzymał od ministra spraw wewnętrznych Flotwella oficjalną zgodę.
Odsłonięcie pomnika odbyło się uroczyście 7 maja 1859 roku. Był to pierwszy pomnik Adama Mickiewicza na ziemiach polskich.

## Przebudowa pomnika
Pod koniec XIX wieku coraz częściej dyskutowano nad przebudową pomnika. Z jednej strony obawiano się, czy materiał, z którego wykonano pomnik, dłużej wytrzyma w naszym klimacie, z drugiej strony chciano uczynić pomnik okazalszym. O zgodę na przebudowę wystąpiono w listopadzie 1902 roku. Ostatecznie zgodę taką uzyskano w czerwcu 1903 roku. Postanowiono zastąpić pomnik wykuty przez Oleszczyńskiego jego odlewem w brązie. Podjął się tego znany poznański rzeźbiarz Władysław Marcinkowski. Dodatkowo przyozdobił balustradę dwoma figurami z brązu. Jedna przedstawiała dziewczynkę podającą wieszczowi wiązankę kwiatów, druga chłopca trzymającego urnę jako symbol przeszłości. Samą balustradę zaprojektował początkujący wówczas architekt Roger Sławski. Pomnik w nowej postaci został ukończony w październiku 1904 roku. Dotychczasowy pomnik, dłuta Oleszczyńskiego, został przeniesiony na dziedziniec Poznańskiego Towarzystwa Przyjaciół Nauk. Obydwa pomniki przetrwały do 1939 roku, kiedy to zostały zniszczone przez okupanta.

## Drugi pomnik

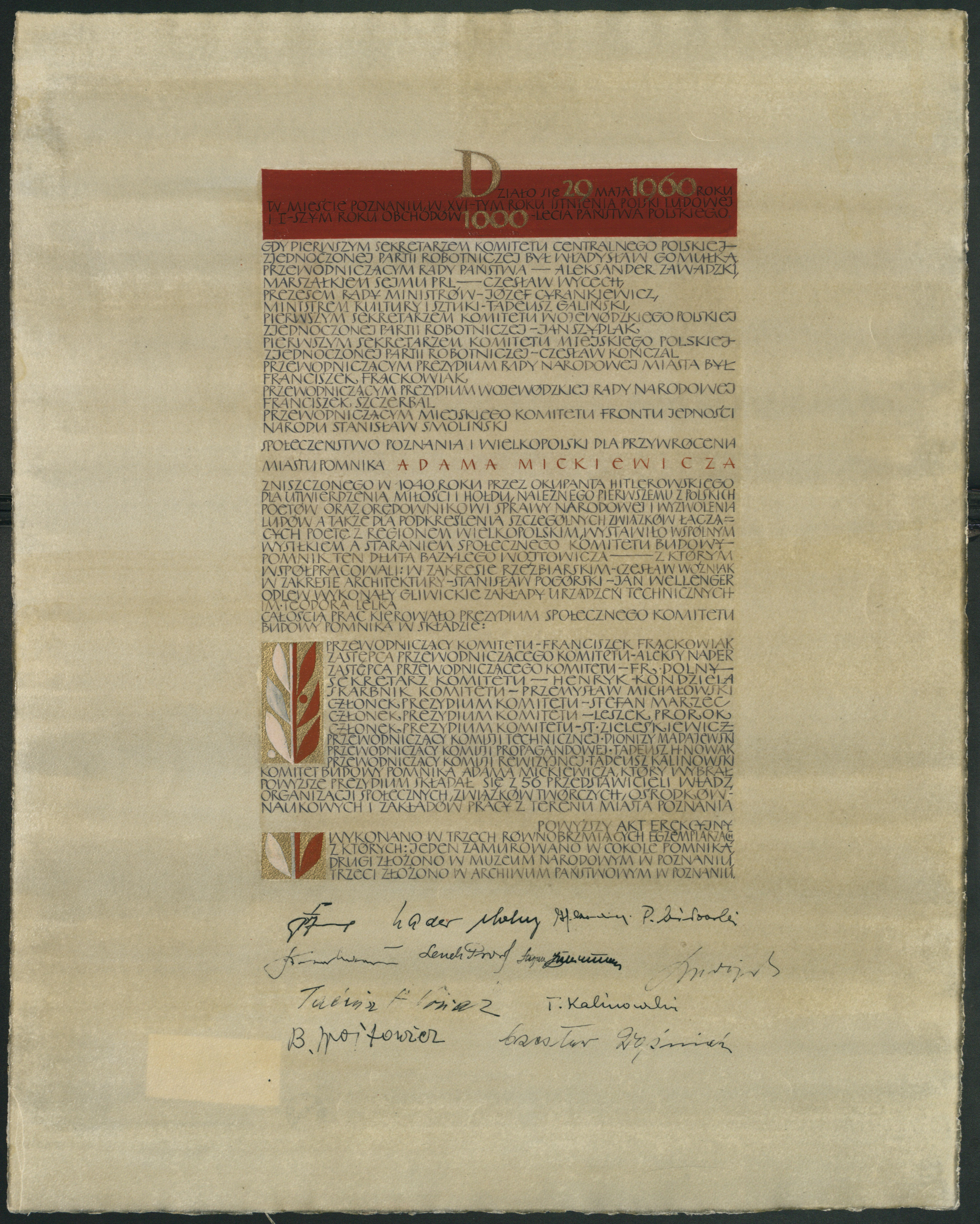
Akt erekcyjny Pomnika Adama Mickiewicza w Poznaniu z 1960 r.

Po wojnie sprawą pomnika Adama Mickiewicza zajęto się w 1955 roku. Został rozpisany konkurs, w którym brał udział m.in. Józef Gosławski. Pierwsze miejsce zajął projekt Bazylego Wojtowicza i Czesława Woźniaka. W 1957 został powołany Komitet Budowy Pomnika Adama Mickiewicza. Pierwszym zadaniem, jakiego podjął się komitet, było uporządkowanie miejsca przy kościele św. Marcina. W miejscu zniszczonego pomnika została umieszczona tablica pamiątkowa, wykonana przez rzeźbiarza Józefa Kaliszana. Następnie przystąpiono do realizacji pomnika. Pomnik umieszczono na placu Adama Mickiewicza. Czterometrowy pomnik został umieszczony na dwumetrowym cokole. Najwięcej trudności przysporzył cokół. Projekt pomnika przewidywał, że ściany boczne cokołu będą ozdobione pełnoplastycznymi płaskorzeźbami. Wybrany na cokół sjenit okazał się jednak tak twardy, że przy ówczesnych trudnościach z zakupem odpowiednich narzędzi płaskorzeźby były nie do wykonania. Postanowiono więc poprzestać na płytko rytych w płaszczyźnie kamienia. Pomnik został odsłonięty w 1960 roku.

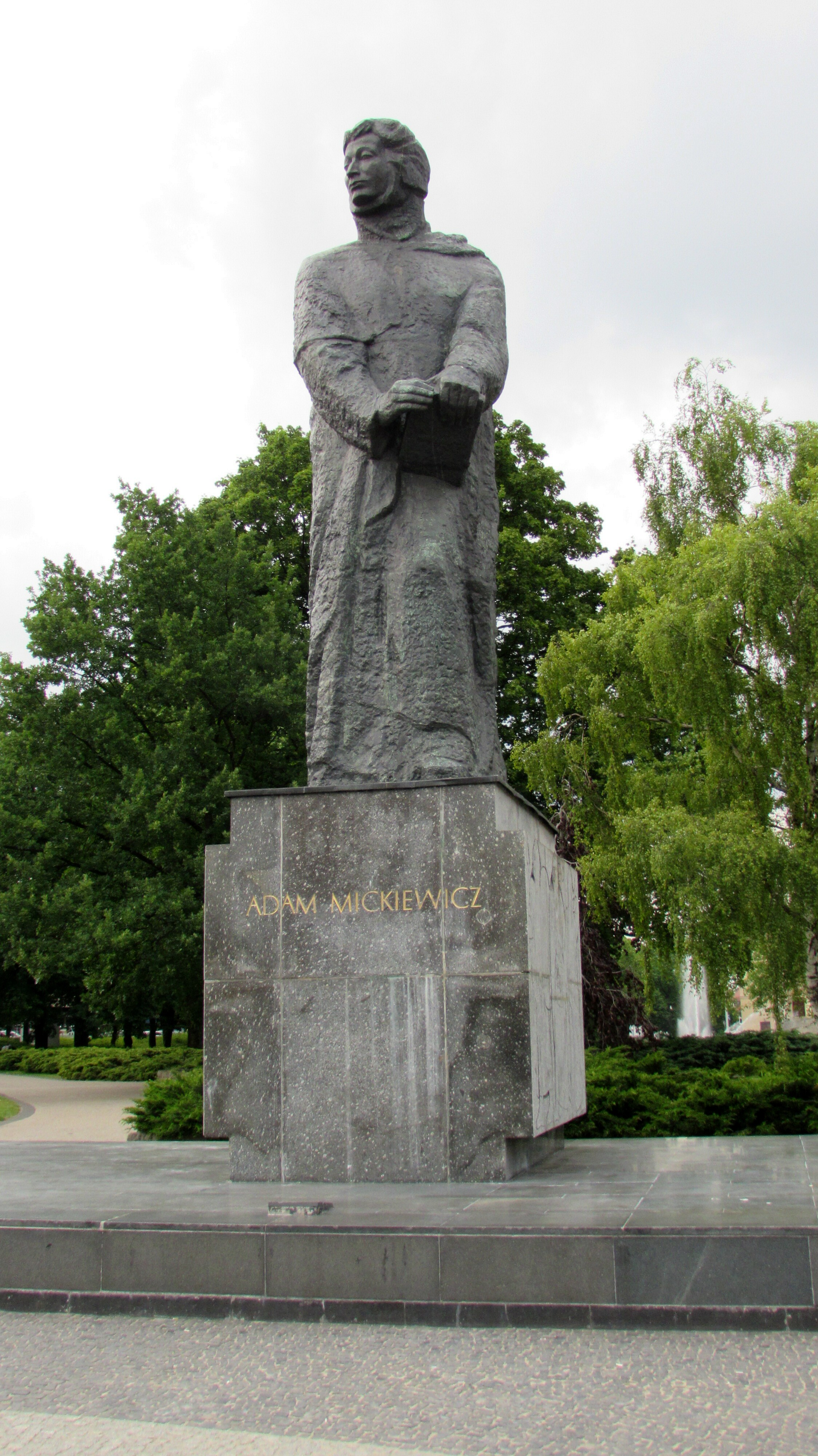

## Odtworzenie pierwszego pomnika
Na początku lat 90. przystąpiono do odnawiania dziedzińca Poznańskiego Towarzystwa Przyjaciół Nauk przy ulicy Mielżyńskiego. Coraz częściej wspominano o konieczności przywrócenia zniszczonego pomnika. 7 maja 1998 roku, w 139 rocznicę odsłonięcia pomnika dłuta Oleszczyńskiego, odbyło się pierwsze spotkanie komitetu odbudowy pomnika Mickiewicza. Rozpoczęto zbiórkę pieniądze na ten cel. Odtworzenia pomnika podjął się rzeźbiarz, profesor ASP w Poznaniu, Józef Petruk. Pomnik został odsłonięty w 1998 roku.